# Chevy Chase Section Three
Chevy Chase Section Three è un villaggio degli Stati Uniti d'America, situato nello stato del Maryland, nella contea di Montgomery.